# (7031) 1994 UU
(7031) 1994 UU là một tiểu hành tinh vành đai chính. Nó được phát hiện bởi Yoshisada Shimizu và Takeshi Urata ở Đài thiên văn Nachi-Katsuura ở Nachikatsuura, Wakayama Prefecture, Nhật Bản, ngày 31 tháng 10 năm 1994.